# Bessarion (cardinal)
Pour les articles homonymes, voir Bessarion.
Basilius Bessarion, Jean Bessarion ou Basilius, né le 2 janvier 1403 à Trébizonde (dans l'actuelle Turquie) et mort le 18 novembre 1472 à Ravenne (Italie), est un moine basilien et érudit byzantin. Il fut fait cardinal en 1439 et, en 1463, patriarche latin de Constantinople. 
Bien que plusieurs prénoms lui aient été attribués, on ne connaît pas son nom de baptême, Bessarion étant son nom monastique. Il est donc préférable de l'appeler « Bessarion » tout court. C'est toutefois sous le nom de Bessarone Milesio que la république de Venise l'agréa à la noblesse vénitienne ad personam en 1464.

## Biographie
Entré très jeune dans un monastère basilien (en 1416), il suit des études à Constantinople. Ordonné diacre en 1425, il est connu pour ses prêches et prononce l'oraison funèbre de l'empereur Manuel II Paléologue. Ordonné prêtre en 1430, ils se rend à Mistra dans le Péloponnèse où il suit les cours de Gemiste Pléthon. De retour à Constantinople, il est nommé higoumène du monastère Saint-Basile en 1436 puis métropolite de Nicée le 11 novembre 1437.
En 1438, il fait partie de la délégation de savants accompagnant l'empereur Jean VIII Paléologue au concile de Ferrare en Italie. Ils arrivent à Venise en février, puis à Ferrare en mars. Bessarion est désigné avec le métropolite d'Éphèse Marc Eugénikos pour défendre la position de l'Église grecque. Il prononce le discours inaugural le 8 octobre 1438. Si au départ il persiste à condamner l'addition du filioque au symbole de Nicée par l'Église latine, sa position évolue devant les arguments du dominicain Jean de Montenero, et il plaide pour la réconciliation des Églises devant la délégation grecque en avril 1439. Le 6 juillet 1439 il lit la version grecque du décret d'Union des Églises à Santa Maria del Fiore. La version latine est lue par le cardinal Giuliano Cesarini.
Le pape Eugène IV lui offre une pension pour rester à Rome mais Bessarion préfère repartir pour convaincre les Grecs du bien-fondé de l'Union et s'embarque à Venise avec les autres prélats le 19 octobre 1439. Il est fait cardinal le 18 décembre. Mais les Grecs orthodoxes, menés par Marc d’Éphèse ne reconnaissent pas la validité de cette Union, et il doit regagner l'Italie en décembre 1440. Il s'installe à Rome où sa maison devint le rendez-vous de tous les lettrés et il acquiert une grande influence auprès des papes. 
À la mort de Nicolas V et de Paul II, il est pressenti pour leur succéder, mais échoue. Le cardinal Alain IV de Coëtivy, notamment, déclarera à son sujet: « L’Eglise latine est-elle donc si pauvre en hommes (…) qu’il lui faille recourir aux Grecs? ».
Le Saint-Siège lui confie plusieurs missions importantes. Il participe à la ratification de l'union entre Rome et l'Église jacobite en 1442. En 1446 il est cardinal protecteur des Basiliens d'Italie, puis en 1458 celui des Frères mineurs. Il est envoyé comme légat à Bologne de 1450 à 1455 et il restaure l'Université dans cette ville. Après la chute de Constantinople, il est chargé d'organiser la mobilisation contre les Turcs : il est à Naples en 1455, à Mantoue en 1458, à Nuremberg et à Vienne en 1460, à Venise en 1463, en France en 1472. Après de nombreuses nominations comme évêque, Pie II lui confère le titre de patriarche (latin) de Constantinople (1463).

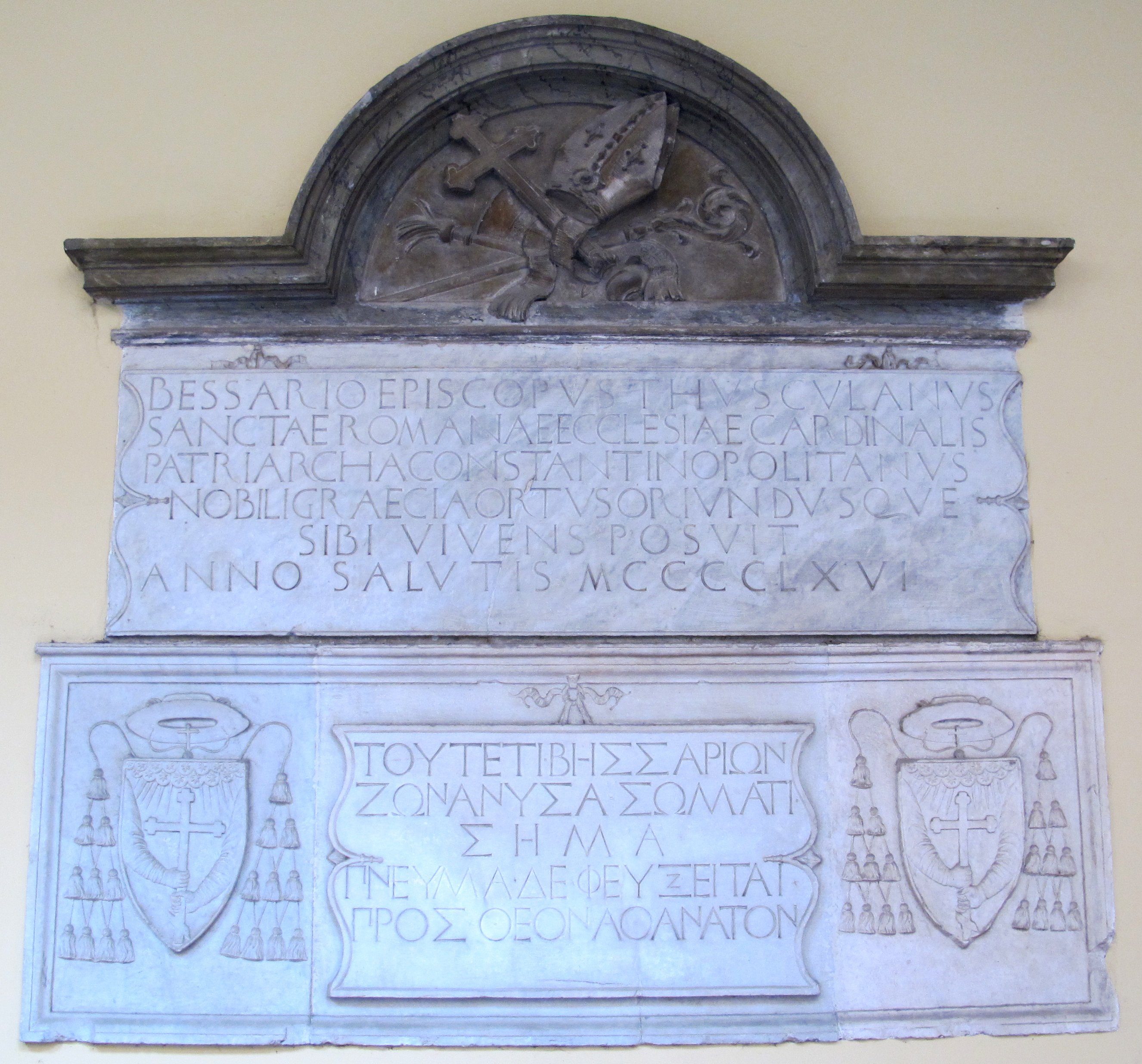
Monument funéraire du cardinal Bessarion, dans la basilique des Saints-Apôtres, à Rome.

Le pape le charge de plusieurs missions auprès de Louis XI : la nomination de l'archevêque de Lyon à la légation d'Avignon, la nomination de nouveaux commissaires pour le procès de Balue, la croisade, la conclusion d'un accord entre le pape et Louis XI au sujet de la collation des bénéfices et le reste.
Bessarion est un humaniste, qui possède une grande bibliothèque. Il fait venir de Constantinople une grande quantité de manuscrits pour les sauver de la menace turque. Il mène un travail de traduction du grec au latin et rassemble autour de lui une véritable Académie. C'est ainsi qu'en 1460 il confie à l'astronome Peuerbach le soin de composer un abrégé commenté de l'Almageste de Ptolémée. Il protège les humanistes menacés par l'Église, comme Lorenzo Valla et reçoit les savants grecs exilés après 1453. En 1468, il lègue sa bibliothèque, comportant 746 manuscrits (entre autres un manuscrit de la Bibliothèque de Photius), à la république de Venise. Ils formeront avec 313 autres manuscrits ajoutés à sa mort le fond de la Biblioteca Marciana.

## Écrits

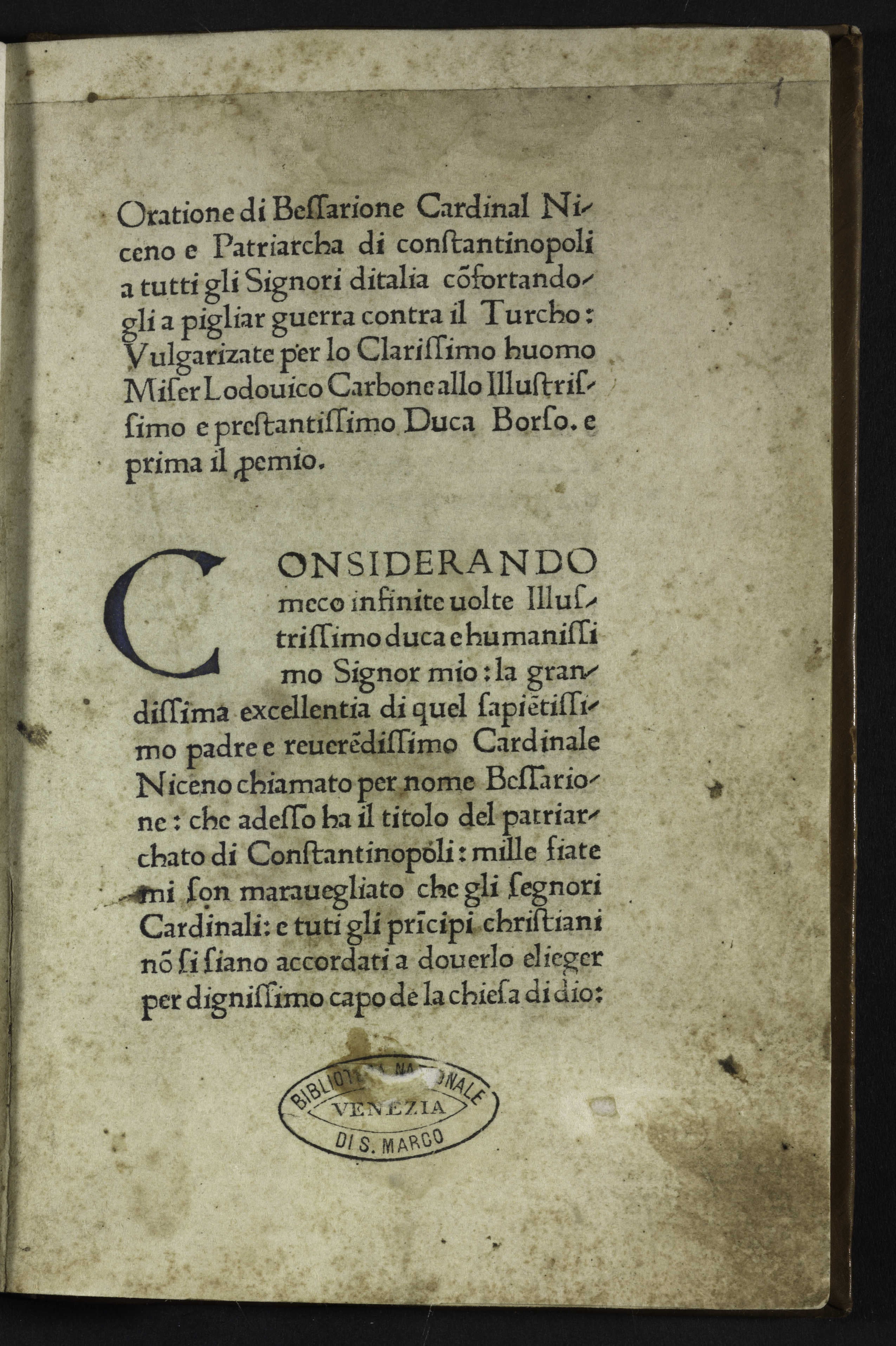
Epistolae et orationes, 1471

Les écrits de Bessarion comptent parmi ceux qui marquèrent la renaissance des lettres ; ils contribuèrent surtout à faire revivre en Italie le goût de la philosophie platonicienne.
On a imprimé de lui 4 livres, en latin :
- Contre les calomniateurs de Platon, Rome, v. 1469 ;
- Orationes de bello Turcis inferendo, Paris, 1471 ;
- une traduction latine de la Métaphysique d'Aristote, Paris, 1516 ;
- une traduction latine des 4 livres de Xénophon sur Socrate, Louvain, 1533.

Il avait aussi composé beaucoup d'ouvrages de théologie qui sont restés manuscrits :
- Correspondance, édi. L. Mohler, Kardinal Bessarion als Theologe, Humanist und Staatsmann, 1942 ;
- Encyclique aux grecs = Epistola generalis, Patrologia Graeca, t. 161, col. 449-490.